# Europastaatssekretär
Als Europastaatssekretär bezeichnet man den Staatssekretär, der mit den Angelegenheiten der Europäischen Union bzw. der Koordination der nationalen Europapolitik betraut ist. Führt die betreffende Person hingegen ein eigenes Ministerium, nennt man sie Europaminister.

## Funktion
Hierbei handelt es sich um einen Staatssekretär, der üblicherweise einem Ministerium zugeordnet und somit einem Minister unterstellt ist. Neben den koordinierenden und vermittelnden Tätigkeiten zählt auch die Öffentlichkeitsarbeit in Sachen Europa zu den Aufgaben eines solchen Amts. Weiterhin greifen insbesondere die unteren Verwaltungsebenen wie Städte und Gemeinden in den europäischen Grenzgebieten gerne auf diese Person zurück. Gelegentlich fallen auch Preisverleihungen von europäischem Zuschnitt in den Aufgabenbereich. Eine andere Aufgabe dieser Position kann die Vorbereitung des Vorsitzes beim Rat der Europäischen Union des jeweiligen Landes sein, selbst die Rolle des Präsidenten des Rats der Europäischen Union kann er innehaben. Dem schließen sich meist Doppelfunktionen im Bereich Justiz, Wirtschaft oder Außenministerium an, die teils bis zur offiziellen Vertretung des jeweiligen Ministers reichen können.

## Nationales

### Deutschland
In Deutschland wird die entsprechende Funktion auf Bundesebene derzeit Staatsminister für Europa genannt und ist dem Bundesminister des Auswärtigen unterstellt. Derzeitiger Amtsinhaber ist Gunther Kirchbaum. Auch einige Bundesländer haben Europastaatssekretäre.

### Österreich
In Österreich gab es von 1990 bis 2000 einen Staatssekretär für Europafragen am Bundeskanzleramt (EU-Beitritt Österreichs per 1. Januar 1995) in den Regierungen Vranitzky und Gusenbauer, und wieder von 2005 bis 2008 für die EU-Ratspräsidentschaft 1. Hälfte 2006 (Regierung Gusenbauer). Seit 2007 ist der österreichische Außenminister auch amtlich Europaminister (Bundesministerium für europäische und internationale Angelegenheiten, BMeiA).